# Варсимашвили, Автандил Эдуардович
Варсимашвили Автандил (Авто) Эдуардович (род. 10 ноября 1959, Тбилиси, Грузинская ССР, СССР) — грузинский режиссёр театра и кино. 
Художественный руководитель Тбилисского государственного академического русского драматического театра им. А. С. Грибоедова. (www.griboedovtheatre.ge) 
Владелец и художественный руководитель  "Свободного театра". (www.theatre.ge)
Профессор Грузинского государственного университета театра и кино им. Ш. Руставели, руководитель направления режиссуры университета.

## Биография
Родители — Римма Мосешвили и Эдуард Варсимашвили.
- В 1981 году окончил режиссёрский факультет Тбилисского государственного театрального института им. Шота Руставели (мастерская Роберта Стуруа).
- В 1980—1992 — режиссёр-постановщик в Государственном академическом театре им. Шота Руставели.
- В 1992—1996 — художественный руководитель «Кавказской телерадиокомпании».
- В 1996 году основал и по 1998 год руководил театром «Театральный подвал».
- С 1999 года по сегодняшний день — художественный руководитель Тбилисского государственного академического русского драматического театра им. А. С. Грибоедова.
- С 2001 года — владелец и художественный руководитель тбилисского "Свободного театра".
- В 2004 и 2008 годах был художественным руководителем инаугурации Президента Грузии.
- Поставил более ста спектаклей в Грузии и за её пределами (Германия, Италия, Россия, Украина, Эстония, Финляндия, Венгрия)
- Снял 9 художественных фильмов.

## Награды
- « Спец. приз жюри» за фильм «Кроткая» (Международный кино фестиваль «Rimini-Cinema» — (Италия, Римини) — 1992 год.
- Лауреат Государственной премии Грузии (1999 год)
- Лауреат высшей театральной премии Грузии — премии им. Котэ Марджанишвили.(2002)
- Орден Чести (2005 год, Грузия).
- Орден Дружбы (10 августа 2006 года, Россия) — за большой вклад в развитие и укрепление российско-грузинских культурных связей[2].
- Медаль Пушкина (29 января 2016 года, Россия) — за большой вклад в укрепление дружбы и сотрудничества с Российской Федерацией, развитие торгово-экономических и научных связей, сохранение и популяризацию русского языка и культуры за рубежом[3].
- Благодарность Министра культуры и массовых коммуникаций Российской Федерации (28 октября 2005 года) — за заслуги в области развития и сохранения русской культуры и искусства, значительный вклад в укрепление российско-грузинских связей и в связи с 160-летием Тбилисского государственного академического русского драматического театра им. А. С. Грибоедова[4].
- Обладатель Гран-при XI Международного форума театральных искусств «Золотой Витязь» за спектакль «Холстомер. История лошади» (2013).
- Обладатель приза «Звезда театрала» (2013).
- Обладатель Гран-при (малая форма) на международном театральном фестивале «Балтиский дом»" за спектакль «Алжир» (2017).
- Лауреат премии имени Михаила Туманишвили (2021).
- Лауреат многих международных театральных фестивалей.
- Спектакли Автандила Варсимашвили ("Ричард третий" и "Отелло") были включены в основной программе Всемирной театральной Олипиады в Будопеште 2024 г.

## Значительные постановки

### Государственный академический театр имени Руставели
- «Реквием»
- "Вариацийй на современную тему (Совместно с Робертом Стуруа)
- «Приручают ястреба» (Л. Табукашвили)
- «Утиная охота» (А.Вампилов)
- «Прекрасная грузинка» (К.Гольдони)
- «Квачи Квачантирадзе» (М. Джавахишвили)
- «Тит Андроник» (У. Шекспир)
- «Отшельник» (Важа-Пшавела)

### Государственный академический театр имени Грибоедова
- «Тереза Ракен» (Э. Золя)
- «Страсти по Гольдони»
- «Жизнь прекрасна!» (по А. Чехову)
- «Russian блюз»
- «Ханума» (А. Цагарели)
- «Мастер и Маргарита» (М. Булгаков)
- «Гетто» (Дж. Собол)
- «Женитьба» (Н. Гоголь)
- «Холстомер. История лошади» (по мотивам Л. Толстого)
- «Ревизор» (Н. Гоголь)
- «А.Л.Ж.И.Р.»(Акмолинский лагерь жен изменников родины")
- «Шинель» (Н.Гоголь)
- "Аллей любвы (И.Бунин)
- «Не горюй» (Г.Данелия, Р.Габриадзе)

### «Театральный подвал»
- «Пляска смерти» (А. Стриндберг)
- «Страх и отчаяние империи» (Б. Брехт)
- «Гамлет» (У. Шекспир)

### «Свободный театр» Автандила Варсимашвили
- «Комедианты» (по мотивам Дж. Осборна)
- «Братья» (по мотивам фильма Л. Висконти «Рокко и его братья»
- «Хранители нашего очага» (А. Варсимашвили)
- «Люблю, люблю, люблю тебя» (А. Варсимашвили)
- «Кавказский меловой круг» (Б. Брехт)
- «Механический апельсин» (Э. Бёрджесс)
- «Ричард Третий» (Шекспир)
- «Вальс перед сном» (А. Варсимашвили)
- «Загнанных лошадей пристреливают» (Хорас Маккой)
- «Жизнь других» (Флориан Хенкель фон Доннерсмарк)
- «Отелло» (Шекспир)
- "Идентификация духа" (А.Варсимашвили)
- "Белые розы" (А.Варсимашвили)
- "Сталкер" (инспирация одноименного фильма А.Тарковского)

### Государственный академический театр им. Е. Вахтангова
- «Ричард третий» (Шекспир)

### Омский драматический «Пятый театр»
- «Кавказский меловой круг» (Б.Брехт)
- «Что с того что мокрая, мокрая сирень» (Л.Табукашвили)
- «Кроткая» (Ф.Достоевский)

### Новосибирский драматический «Старый театр»
- «Тереза Ракен» (Э.Золя)

### Новосибирский театр муз. комедии
- «Шведская спичка» (А.Чехов)
- «Ханума» (Г.Канчели)

### Саарбрюкенский театр мимо драмы (Германия)
- «Дон жуан» (Ж. Б. Мольер)

### Киевский Национальный драматический театр им. Ивана Франко (Украина)
- «Ричард третий» (Шекспир)

### Национальный театр «Ванемуйне» (Эстония)
- «Люблю! Люблю! Люблю!» (А.Варсимашвили)

### Национальный театр Лапперранта (Финляндия)
- «Dostoevski.ru» (По рассказам Ф. М. Достоевского)

Национальный театр Будапешта (Венгрия)
«Кавказский меловой круг» (Б.Брехт)
«Ревизор» (Н.Гоголь)

## Художественные фильмы
- «Кроткая» (Италия — Грузия, 1991 по рассказу Ф. М. Достоевского, в гл.роли Лев Дуров)
- «Дом в старом квартале» (1994), 30 серий
- «Что с того, что мокрая, мокрая сирень» (2000), 2 серии
- «Идиотократия» (2008)
- «Все будет хорошо» (Грузия — Индия 2009)
- «Давай брат, давай!» (2011)
- «Испахан — Батуми» (Грузия — Иран, 2012)
- «Дом, который сбежал через окно» (2013)

## Личная жизнь
- Супруга — Элисо Орджоникидзе, выпускница Тбилисской государственной консерватории по классу фортепиано, заведующая музыкальной частью Тбилисского государственного академического русского драматического театра им. А. С. Грибоедова.
- Сын — Георгий Варсимашвили, кинорежиссёр (род. 1986). Живёт в Париже.
- Дочь — Мариам Варсимашвили, искусствовед (род. 1988). Живёт в Париже.